# Chlin Hüreli
Das Chlin Hüreli ⓘ (von schweizerdeutsch chlin für ‚klein‘ und walliserdeutsch Hüreli Diminutiv  für ‚Horn‘) ist ein Berg südlich von Cresta (Avers) im Kanton Graubünden in der Schweiz mit einer Höhe von 2797 m ü. M.. Er ist ein beliebter, einfach zu erreichender Skitourenberg.

## Lage und Umgebung
Das Chlin Hüreli gehört zur Tscheischhorn-Kette, einer Untergruppe der Oberhalbsteiner Alpen. Es befindet sich vollständig auf Gemeindegebiet von Avers. Das Chlin Hüreli wird im Nordosten durch das Averstal und im Südwesten durch das Val Madris eingefasst.
Zu den Nachbargipfeln gehören das Grosshorn im Norden und Cima di Camutsch, Chlin Horn und Tscheischhorn im Süden.
Der am weitesten entfernte sichtbare Punkt (45° 35′ 44″ N, 7° 15′ 39″ O) vom Chlin Hüreli ist die Grivola (3969 m s.l.m.) in den Grajischen Alpen in der italienischen Region Aostatal und ist 197 km entfernt.
Talort ist Pürt, häufige Ausgangspunkte Stettli, Cresta und Pürt.

## Routen zum Gipfel

### Sommerrouten

#### Über das Hougrätli
- Ausgangspunkt: Cresta (1959 m)
- Via: Brücke in der Averser Rheinschlucht (1856 m), Capettawold, Capettaalpa, Hougrätli (2485 m), Grosshorn (2780 m)
- Schwierigkeit: B
- Zeitaufwand: 3 Stunden

#### Über die Pürder Alpa
- Ausgangspunkt: Pürt (1921 m)
- Via: Brücke am Averser Rhein (1890 m), Pürder Alpa
- Schwierigkeit: B
- Zeitaufwand: 2½ Stunden

#### Durch die Südwestflanke
ungebräuchlich
- Ausgangspunkt: Stettli (1800 m)
- Via: Grosshorn (2780 m)
- Schwierigkeit: BG
- Zeitaufwand: 3 Stunden

#### Vom Cima di Chamutsch
- Ausgangspunkt: Cima di Chamutsch (2903 m)
- Schwierigkeit: BG
- Zeitaufwand: ¾ Stunden

### Winterrouten

#### Von Pürt
- Ausgangspunkt: Pürt (1921 m)
- Via: Brücke am Averser Rhein (1890 m), Pürder Alpa
- Expositionen: N
- Schwierigkeit: WS-
- Zeitaufwand: 3 Stunden
- Abfahrt: Entlang der Aufstiegsroute zurück oder bei sicheren Verhältnissen über den Nordhang zu P. 2553 hinunter, dann Aufstieg westwärts auf das Grosshorn (2780 m) mit anschliessender Abfahrt nach Pürt.

## Galerie

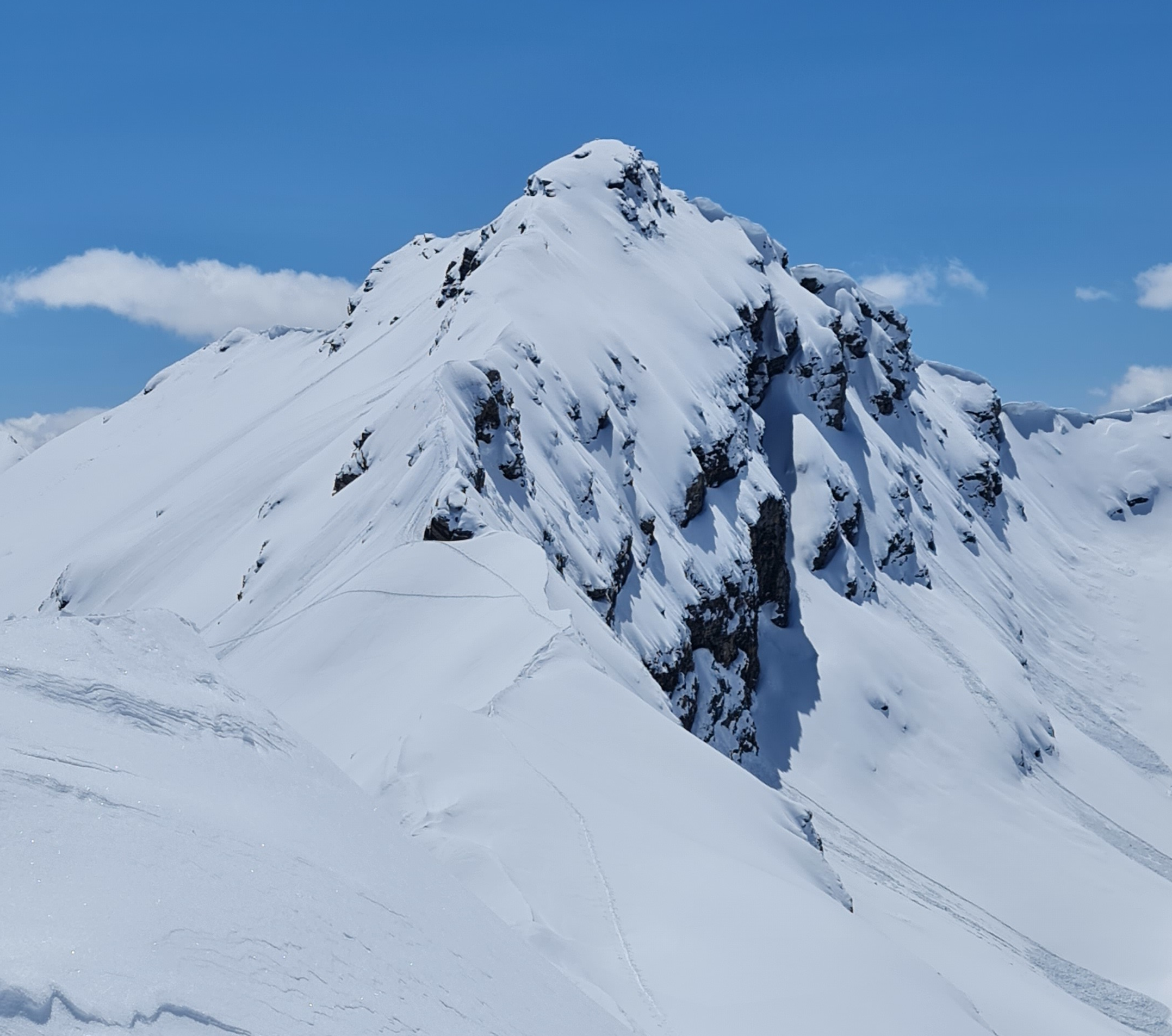
Blick nach Süden zum Cima di Camutsch.
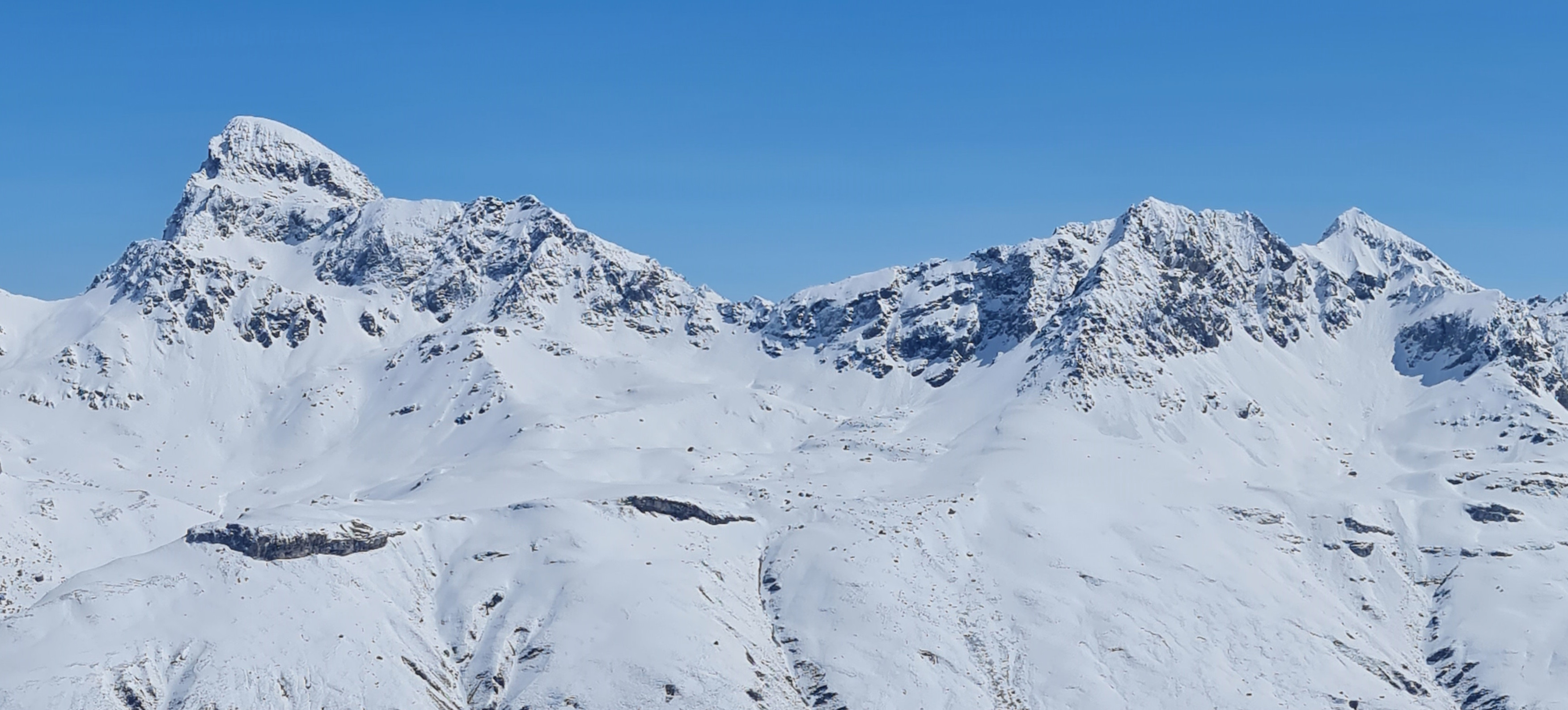
Blick nach Nordosten zu (v. l. n. r.) Piz Platta, Jupperhorn und Mazzaspitz (für Annotationen der einzelnen Berge aufs Bild klicken).
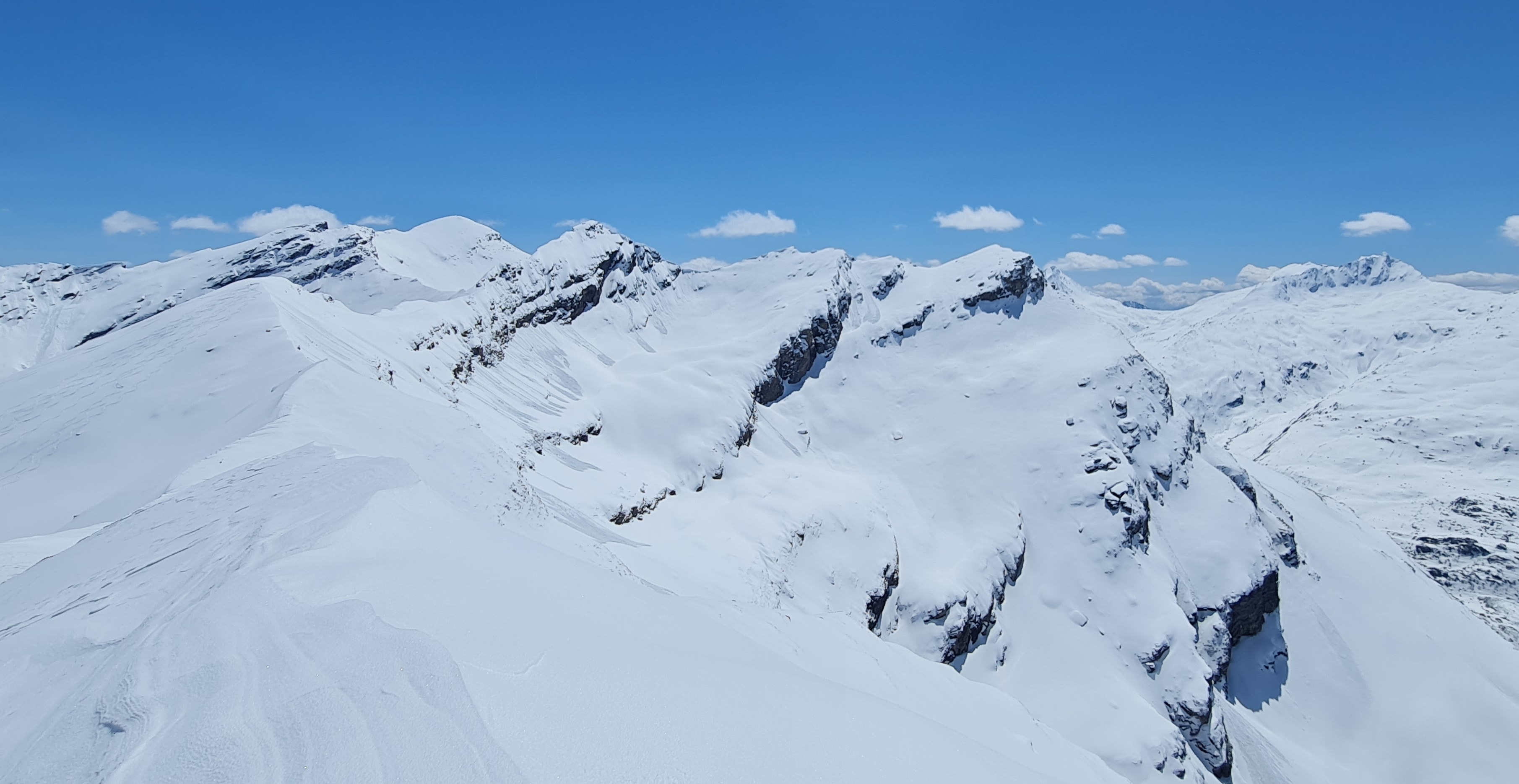
Ansicht vom Grosshorn auf (v. l. n. r.) Chlin Hüreli, Tscheischhorn, Cima di Camutsch und Chlin Horn.
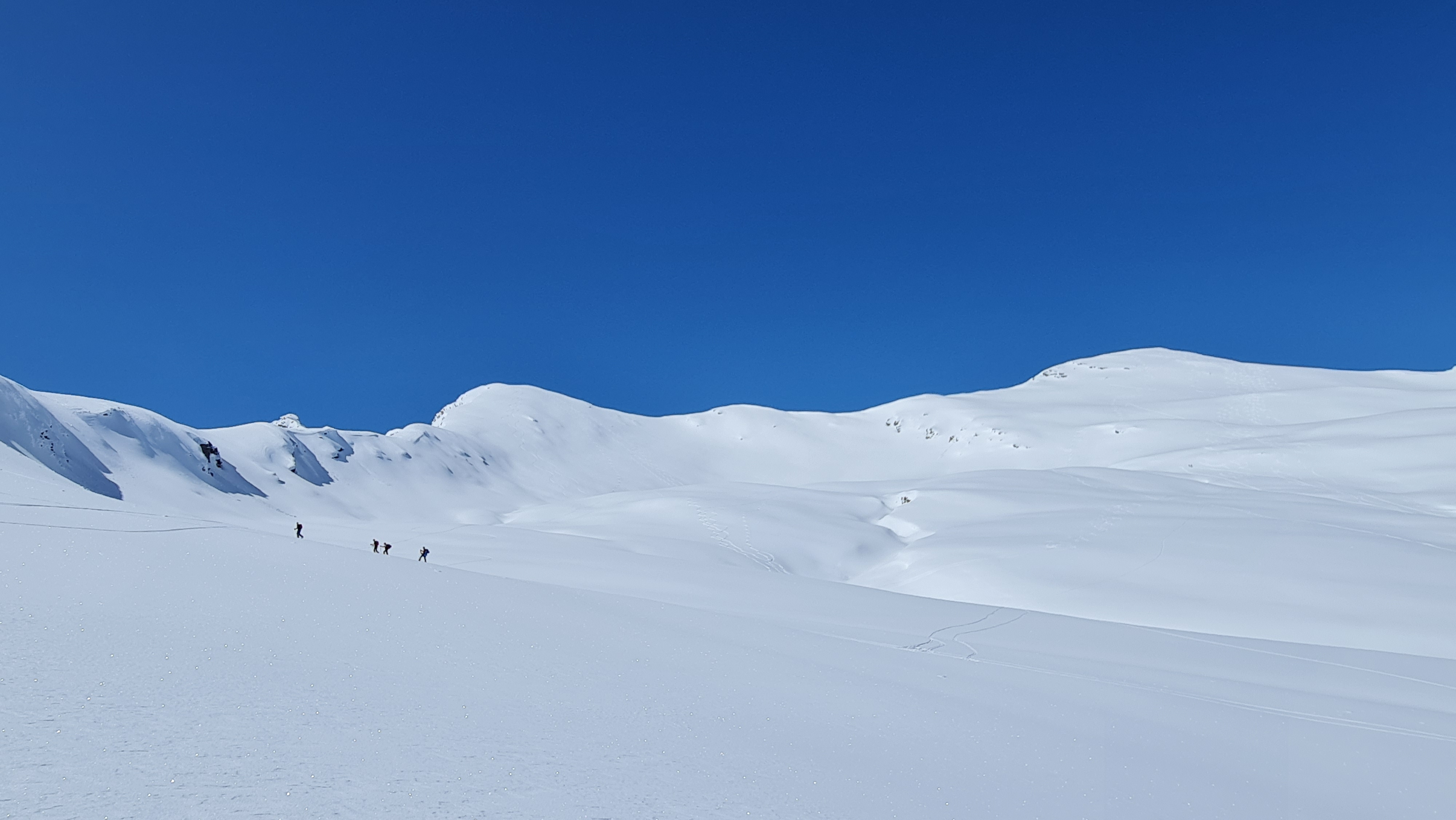
Die Hänge von Chlin Hüreli (l.) und Grosshorn, aufgenommen von den Pürder Alpa.
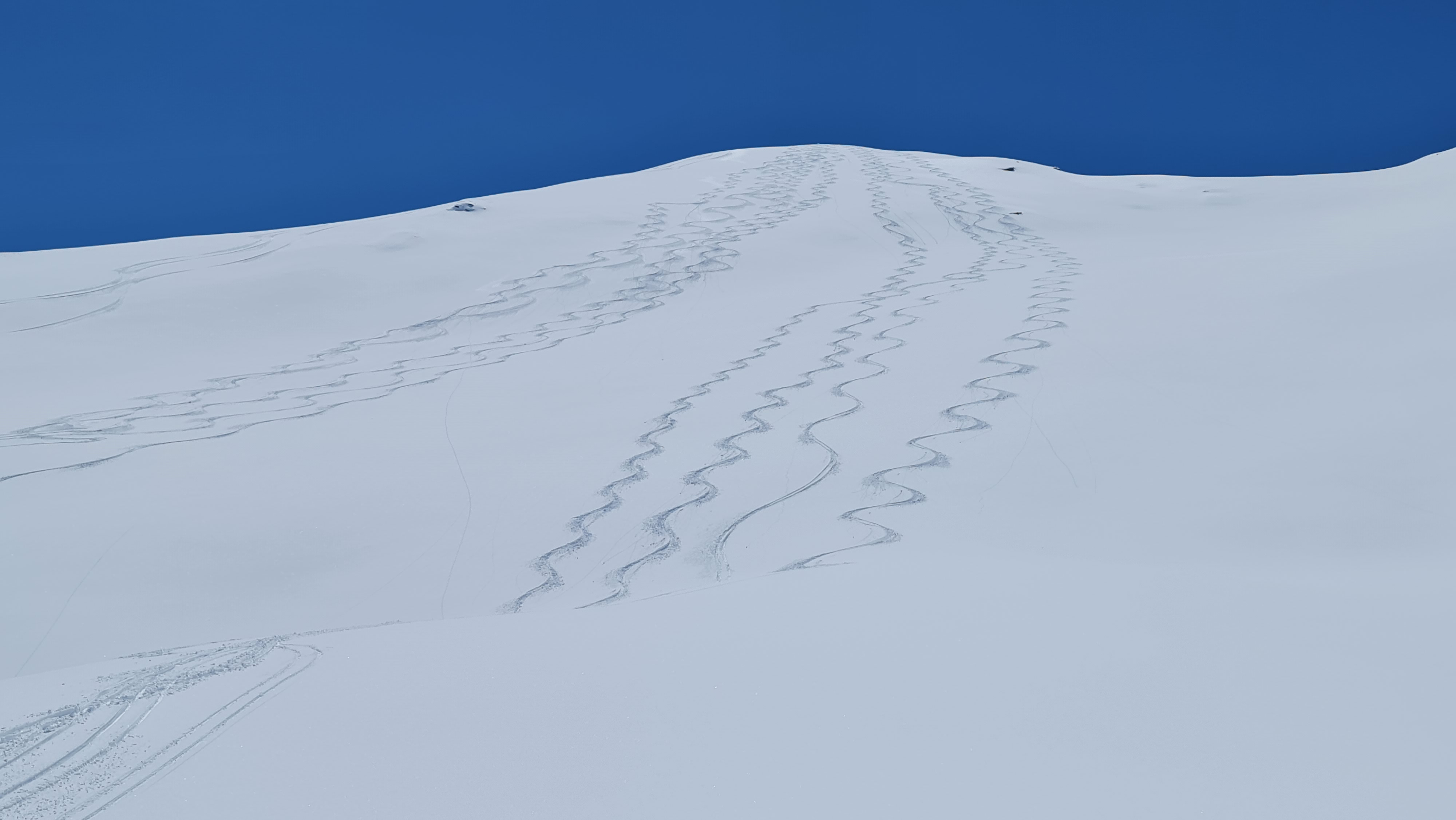
Skispuren auf dem Nordhang des Chlin Hüreli.